# Lista siturilor arheologice din județul Harghita - O
Lista siturilor arheologice din județul Harghita - O conține toate siturile arheologice din județul Harghita înscrise în Repertoriul Arheologic Național (RAN) și aflate în localități al căror nume începe cu litera O. RAN este administrat de Ministerul Culturii și Patrimoniului Național și cuprinde date științifice, cartografice, topografice, imagini și planuri, precum și orice alte informații privitoare la zonele cu potențial arheologic, studiate sau nu, încă existente sau dispărute.
Puteți căuta un sit din localitățile care încep cu litera O folosind formularul de mai jos sau puteți naviga prin toate siturile din județ la Lista siturilor arheologice din județul Harghita.
| Cod RAN                                   | Denumire | Localitate                    | Adresă                                     | Datare                                 | Descoperit | Coordonate                                    | Imagine           | Erori            |
| ----------------------------------------- | --- | ----------------------------- | ------------------------------------------ | -------------------------------------- | ---------- | --------------------------------------------- | ----------------- | ---------------- |
| 85252.11.01 (Cod LMI: HR-I-s-B-12688)     | Tumulii de la Ocland - "Kövesbérc-Cseretetö" / ansamblu anonim (Categorie: descoperire funerară) (Tip: Grup de tumuli)                        | sat Ocland, comuna Ocland     | Kövesbérc-Cseretetö                        |                                        |            |                                               | Încărcați imagine | Raportați eroare |
| 85252.02.01 (Cod LMI: HR-I-m-B-12689.01)  | Situl arheologic din epoca romană de la Ocland - "Cetatea de ceapă" / ansamblu anonim (Categorie: locuire) (Tip: Burgus)                      | sat Ocland, comuna Ocland     | Hagymás-vára (Cetatea de ceapă)            |                                        |            |                                               | Încărcați imagine | Raportați eroare |
| 85252.02.02 (Cod LMI: HR-I-m-B-12689.02)  | Situl arheologic din epoca romană de la Ocland - "Cetatea de ceapă" / ansamblu anonim (Categorie: locuire) (Tip: Turn de pază)                | sat Ocland, comuna Ocland     | Hagymás-vára (Cetatea de ceapă)            |                                        |            |                                               | Încărcați imagine | Raportați eroare |
| 85252.02.03                               | Situl arheologic din epoca romană de la Ocland - "Cetatea de ceapă" / ansamblu anonim (Categorie: locuire) (Tip: Așezare)                     | sat Ocland, comuna Ocland     | Hagymás-vára (Cetatea de ceapă)            | sec. III - II a. Chr.                  |            |                                               | Încărcați imagine | Raportați eroare |
| 85252.03 (Cod LMI: HR-I-m-B-12690)        | Cetatea Kustaly de la Ocland-Kustaly(Culmea Lapiaș) (Categorie: fortificație) (Tip: fortificație)                                             | sat Ocland, comuna Ocland     | Kustaly                                    | sec. IX - XII                          |            | 46°09′57″N 25°29′53″E / 46.16579°N 25.4981°E  | Încărcați imagine | Raportați eroare |
| 85252.03.01 (Cod LMI: HR-I-m-B-12690)     | Cetatea Kustaly de la Ocland-Kustaly / ansamblu anonim(Culmea Lapiaș) (Categorie: fortificație) (Tip: Fortificație rectangulară)              | sat Ocland, comuna Ocland     | Kustaly                                    | sec. IX - XII                          |            | 46°09′57″N 25°29′53″E / 46.16579°N 25.4981°E  | Încărcați imagine | Raportați eroare |
| 85396.02.01 (Cod LMI: HR-I-s-B-12691)     | Turnul roman de la Ocna de Sus - "Dâmbul Kodáros" / ansamblu anonim (Categorie: fortificație) (Tip: Turn de pază)                             | sat Ocna de Sus, comuna Praid | Dâmbul Kodáros                             |                                        |            |                                               | Încărcați imagine | Raportați eroare |
| 83142.01.01 (Cod LMI: HR-I-m-B-12692.01)  | Așezarea romană de la Odorheiu Secuiesc / ansamblu anonim (Categorie: locuire civilă) (Tip: Așezare)                                          | municipiul Odorheiu Secuiesc  |                                            | sec. I - III                           |            |                                               | Încărcați imagine | Raportați eroare |
| 83142.01.02 (Cod LMI: HR-I-m-B-12692.02)  | Așezarea romană de la Odorheiu Secuiesc / ansamblu anonim (Categorie: locuire civilă) (Tip: Castru)                                           | municipiul Odorheiu Secuiesc  |                                            |                                        |            |                                               | Încărcați imagine | Raportați eroare |
| 83142.02.01 (Cod LMI: HR-I-m-A-12693.05)  | Situl arheologic de la Odorheiu Secuiesc - "Cetatea Bud" / ansamblu anonim (Categorie: locuire) (Tip: Așezare)                                | municipiul Odorheiu Secuiesc  | Budvar (Cetatea Bud )                      | Cucuteni - Ariușd                      |            | 46°17′14″N 25°16′44″E / 46.28722°N 25.27889°E | Încărcați imagine | Raportați eroare |
| 83142.02.02 (Cod LMI: HR-I-m-A-12693.04)  | Situl arheologic de la Odorheiu Secuiesc - "Cetatea Bud" / ansamblu anonim (Categorie: locuire) (Tip: Așezare)                                | municipiul Odorheiu Secuiesc  | Budvar (Cetatea Bud )                      |                                        |            | 46°17′14″N 25°16′44″E / 46.28722°N 25.27889°E | Încărcați imagine | Raportați eroare |
| 83142.02.03 (Cod LMI: HR-I-m-A-12693.03)  | Situl arheologic de la Odorheiu Secuiesc - "Cetatea Bud" / ansamblu Cetatea Bud (Categorie: locuire) (Tip: cetate)                            | municipiul Odorheiu Secuiesc  | Budvar (Cetatea Bud )                      |                                        |            | 46°17′14″N 25°16′44″E / 46.28722°N 25.27889°E | Încărcați imagine | Raportați eroare |
| 83142.02.04 (Cod LMI: HR-I-m-A-12693.02)  | Situl arheologic de la Odorheiu Secuiesc - "Cetatea Bud" / ansamblu anonim (Categorie: locuire) (Tip: Fortificație de tip "dava")             | municipiul Odorheiu Secuiesc  | Budvar (Cetatea Bud )                      | geto-dacică sec. I a. Chr. - I p. Chr. |            | 46°17′14″N 25°16′44″E / 46.28722°N 25.27889°E | Încărcați imagine | Raportați eroare |
| 83142.02.05 (Cod LMI: HR-I-m-A-12693.01)  | Situl arheologic de la Odorheiu Secuiesc - "Cetatea Bud" / ansamblu anonim (Categorie: locuire) (Tip: Așezare)                                | municipiul Odorheiu Secuiesc  | Budvar (Cetatea Bud )                      | sec. XI - XII                          |            | 46°17′14″N 25°16′44″E / 46.28722°N 25.27889°E | Încărcați imagine | Raportați eroare |
| 85010.01.01 (Cod LMI: HR-I-s-B-12694)     | Necropola romană de la Orășeni / ansamblu anonim (Categorie: descoperire funerară) (Tip: Necropolă)                                           | sat Orășeni, comuna Mărtiniș  |                                            |                                        |            |                                               | Încărcați imagine | Raportați eroare |
| 83268.01.01 (Cod LMI: HR-I-m-B-12695.03)  | Situl arheologic de la Oțeni - "Satul lui Mihai" / ansamblu anonim (Categorie: locuire civilă) (Tip: Așezare)                                 | sat Oțeni, comuna Feliceni    | Satul lui Mihai                            |                                        |            | 46°15′47″N 25°15′00″E / 46.26296°N 25.24993°E | Încărcați imagine | Raportați eroare |
| 83268.01.02 (Cod LMI: HR-I-m-B-12695.02)  | Situl arheologic de la Oțeni - "Satul lui Mihai" / ansamblu anonim (Categorie: locuire civilă) (Tip: Așezare)                                 | sat Oțeni, comuna Feliceni    | Satul lui Mihai                            |                                        |            | 46°15′47″N 25°15′00″E / 46.26296°N 25.24993°E | Încărcați imagine | Raportați eroare |
| 83268.01.03 (Cod LMI: HR-I-m-B-12695.01)  | Situl arheologic de la Oțeni - "Satul lui Mihai" / ansamblu anonim (Categorie: locuire civilă) (Tip: Așezare)                                 | sat Oțeni, comuna Feliceni    | Satul lui Mihai                            | sec. VII - VIII                        |            | 46°15′47″N 25°15′00″E / 46.26296°N 25.24993°E | Încărcați imagine | Raportați eroare |
| 83268.01.04 (Cod LMI: HR-I-s-B-12695)     | Situl arheologic de la Oțeni - "Satul lui Mihai" / ansamblu anonim (Categorie: locuire civilă) (Tip: Așezare)                                 | sat Oțeni, comuna Feliceni    | Satul lui Mihai                            | geto-dacică sec. I î.Chr. - I d.Chr.   |            | 46°15′47″N 25°15′00″E / 46.26296°N 25.24993°E | Încărcați imagine | Raportați eroare |
| 85010.02.01                               | Sarcofagul de piatră de la Orășeni - "Magyarós" / ansamblu anonim (Categorie: descoperire funerară) (Tip: Sarcofag)                           | sat Orășeni, comuna Mărtiniș  | Magyarós                                   |                                        |            |                                               | Încărcați imagine | Raportați eroare |
| 85010.03.01                               | Tumulii preistorice de la Orășeni - "Culmea Stânei" / ansamblu anonim (Categorie: descoperire funerară) (Tip: Tumul)                          | sat Orășeni, comuna Mărtiniș  | Culmea Stânei                              |                                        |            |                                               | Încărcați imagine | Raportați eroare |
| 85252.01.01                               | Așezarea preistorică de la Ocland - "Câmpul Interior" / ansamblu anonim (Categorie: locuire civilă) (Tip: Așezare)                            | sat Ocland, comuna Ocland     | Câmpul Interior                            |                                        |            |                                               | Încărcați imagine | Raportați eroare |
| 85252.01.02                               | Așezarea preistorică de la Ocland - "Câmpul Interior" / ansamblu anonim (Categorie: locuire civilă) (Tip: Așezare)                            | sat Ocland, comuna Ocland     | Câmpul Interior                            |                                        |            |                                               | Încărcați imagine | Raportați eroare |
| 85252.10.01                               | Așezarea preistorică de la Ocland - "Fânețe" / ansamblu Cetatea Cepei (Categorie: locuire civilă) (Tip: Așezare)                              | sat Ocland, comuna Ocland     | Fânețe                                     |                                        |            |                                               | Încărcați imagine | Raportați eroare |
| 85252.09.01                               | Tumulii de la Ocland-Dealul Pietros / ansamblu anonim (Categorie: descoperire funerară) (Tip: Tumuli)                                         | sat Ocland, comuna Ocland     | Dealul Pietros                             | Jigodin                                |            | 46°09′28″N 25°24′47″E / 46.1579°N 25.41315°E  | Încărcați imagine | Raportați eroare |
| 85252.04.01 (Cod LMI: HR-II-m-B-12884.01) | Ansamblul bisericii unitariene de la Ocland / ansamblu anonim (Categorie: structură de cult/religioasă) (Tip: biserică reformată)             | sat Ocland, comuna Ocland     | 58                                         | sec. XIII                              |            |                                               | Încărcați imagine | Raportați eroare |
| 85252.04.02 (Cod LMI: HR-II-m-B-12884.02) | Ansamblul bisericii unitariene de la Ocland / ansamblu anonim (Categorie: structură de cult/religioasă) (Tip: Zid de incintă)                 | sat Ocland, comuna Ocland     | 58                                         | 1654                                   |            |                                               | Încărcați imagine | Raportați eroare |
| 85252.05.01                               | Tumulii de la Ocland-Vârful Stana / ansamblu anonim (Categorie: descoperire funerară) (Tip: Tumuli)                                           | sat Ocland, comuna Ocland     | Vârful Stana                               |                                        |            |                                               | Încărcați imagine | Raportați eroare |
| 85252.06                                  | Topor de piatră din epoca bronzului la Ocland (Categorie: descoperire izolată) (Tip: obiect izolat)                                           | sat Ocland, comuna Ocland     |                                            |                                        |            |                                               | Încărcați imagine | Raportați eroare |
| 85252.08.01                               | Fortificația romană de la Ocland - "Cetatea Hagymaș" / ansamblu anonim (Categorie: fortificație) (Tip: Fortificație cu val de pământ și șanț) | sat Ocland, comuna Ocland     | Cetatea Hagymaș                            |                                        |            | 46°09′24″N 25°29′42″E / 46.15654°N 25.49499°E | Încărcați imagine | Raportați eroare |
| 83142.03.01                               | Așezarea dacică de la Odorheiu Secuiesc / ansamblu anonim (Categorie: locuire civilă) (Tip: Așezare)                                          | municipiul Odorheiu Secuiesc  | Poalele Dealului Bud                       | dacică sec. I a. Chr-I p. Chr          |            | 46°17′04″N 25°16′48″E / 46.28453°N 25.28006°E | Încărcați imagine | Raportați eroare |
| 83142.04.01                               | Posibila fortificație dacică de la Odorheiu Secuiesc / ansamblu anonim (Categorie: locuire civilă) (Tip: Fortificație)                        | municipiul Odorheiu Secuiesc  | Cicer                                      |                                        |            |                                               | Încărcați imagine | Raportați eroare |
| 83142.05                                  | Descoperiri preistorice la Odorheiu Secuiesc (Categorie: descoperire izolată) (Tip: obiect izolat)                                            | municipiul Odorheiu Secuiesc  |                                            | sec VII                                |            |                                               | Încărcați imagine | Raportați eroare |
| 83142.06.01                               | Turnurile romane de la Odorheiu Secuiesc / ansamblu anonim (Categorie: fortificație) (Tip: Turn)                                              | municipiul Odorheiu Secuiesc  | Piatra Coțofană                            |                                        |            | 46°17′53″N 25°21′23″E / 46.29811°N 25.35636°E | Încărcați imagine | Raportați eroare |
| 83142.07.01                               | Cetatea medievală de la Odorheiu Secuiesc / ansamblu anonim (Categorie: locuire civilă) (Tip: Cetate)                                         | municipiul Odorheiu Secuiesc  | Cetatea Ciuntită                           | sec. XVI                               |            | 46°18′22″N 25°17′52″E / 46.30598°N 25.2979°E  | Încărcați imagine | Raportați eroare |
| 83142.08.01                               | Așezarea preistorică de la Odorheiu Secuiesc / ansamblu anonim (Categorie: locuire civilă) (Tip: Așezare)                                     | municipiul Odorheiu Secuiesc  |                                            | Wietenberg                             |            |                                               | Încărcați imagine | Raportați eroare |
| 83142.08.02                               | Așezarea preistorică de la Odorheiu Secuiesc / ansamblu anonim (Categorie: locuire civilă) (Tip: Așezare)                                     | municipiul Odorheiu Secuiesc  |                                            |                                        |            |                                               | Încărcați imagine | Raportați eroare |
| 83142.08.03                               | Așezarea preistorică de la Odorheiu Secuiesc / ansamblu anonim (Categorie: locuire civilă) (Tip: Așezare)                                     | municipiul Odorheiu Secuiesc  |                                            |                                        |            |                                               | Încărcați imagine | Raportați eroare |
| 83142.09.01                               | Așezare preistorică de la Odorheiu Secuiesc - "Potcoavă" / ansamblu anonim (Categorie: locuire civilă) (Tip: Așezare)                         | municipiul Odorheiu Secuiesc  | Potcoavă                                   | Wietenberg                             |            | 46°18′09″N 25°17′54″E / 46.30245°N 25.29831°E | Încărcați imagine | Raportați eroare |
| 83142.09.02                               | Așezare preistorică de la Odorheiu Secuiesc - "Potcoavă" / ansamblu anonim (Categorie: locuire civilă) (Tip: Așezare)                         | municipiul Odorheiu Secuiesc  | Potcoavă                                   |                                        |            | 46°18′09″N 25°17′54″E / 46.30245°N 25.29831°E | Încărcați imagine | Raportați eroare |
| 83142.09.03                               | Așezare preistorică de la Odorheiu Secuiesc - "Potcoavă" / ansamblu anonim (Categorie: locuire civilă) (Tip: Așezare)                         | municipiul Odorheiu Secuiesc  | Potcoavă                                   |                                        |            | 46°18′09″N 25°17′54″E / 46.30245°N 25.29831°E | Încărcați imagine | Raportați eroare |
| 83142.10.01                               | Descoperiri monetare romane la Odorheiu Secuiesc / ansamblu anonim (Categorie: descoperire izolată) (Tip: tezaur)                             | municipiul Odorheiu Secuiesc  |                                            |                                        |            |                                               | Încărcați imagine | Raportați eroare |
| 83142.11.01                               | Capelă medievală la Odorheiu Secuiesc / ansamblu anonim (Categorie: structură de cult/religioasă) (Tip: Capelă)                               | municipiul Odorheiu Secuiesc  | Capela lui Isus                            |                                        |            |                                               | Încărcați imagine | Raportați eroare |
| 85387.01                                  | Spirală din aur preistorică și monedă romană la Ocna de Jos (Categorie: descoperire izolată) (Tip: obiect izolat)                             | sat Ocna de Jos, comuna Praid |                                            |                                        |            |                                               | Încărcați imagine | Raportați eroare |
| 85387.02.01                               | Așezarea medievală de la Ocna de Jos / ansamblu anonim (Categorie: locuire civilă) (Tip: Așezare)                                             | sat Ocna de Jos, comuna Praid |                                            |                                        |            |                                               | Încărcați imagine | Raportați eroare |
| 85396.01.01                               | Turnul roman de la Ocna de Sus - "Vizuina Vulpii" / ansamblu anonim (Categorie: fortificație) (Tip: Turn)                                     | sat Ocna de Sus, comuna Praid | Vizuina Vulpii                             |                                        |            |                                               | Încărcați imagine | Raportați eroare |
| 83142.18.01                               | Ruinele cetății Székely Támadt de la Odorheiu Secuiesc / ansamblu Ruinele cetății Székely Támadt (Categorie: locuire civilă) (Tip: Cetate)    | municipiul Odorheiu Secuiesc  | str. Tompa László 12                       | 1562                                   |            |                                               | Încărcați imagine | Raportați eroare |
| 83142.19.01                               | Așezarea de la Odorheiu Secuiesc - Alsólok / ansamblu anonim (Categorie: locuire civilă) (Tip: Așezare deschisă)                              | municipiul Odorheiu Secuiesc  | nr. cadastral 7-80 (240-25), punct Alsólok |                                        |            |                                               | Încărcați imagine | Raportați eroare |
| 83142.19.02                               | Așezarea de la Odorheiu Secuiesc - Alsólok / ansamblu anonim (Categorie: locuire civilă) (Tip: Așezare deschisă)                              | municipiul Odorheiu Secuiesc  | nr. cadastral 7-80 (240-25), punct Alsólok | sec. IV                                |            |                                               | Încărcați imagine | Raportați eroare |